# Vanoxita
La vanoxita és un mineral de la classe dels òxids. Rep el nom de la seva composició, que conté vanadi (van-) i oxigen (ox-).

## Característiques
La vanoxita és un òxid de fórmula química V4+
4V5+
2O13·8H₂O.
Segons la classificació de Nickel-Strunz, la vanoxita pertany a «04.HG: V[5+, 6+] vanadats. Òxids de V sense classificar» juntament amb els següents minerals: fervanita, huemulita, vanalita, simplotita, navajoïta, delrioïta, metadelrioïta, barnesita, hendersonita, grantsita, lenoblita i satpaevita.

## Formació i jaciments
Va ser descrita gràcies als exemplars trobats en dos indrets de la vall de Paradox: la mina Jo Dandy i el Canyó Wild Steer, tots dos al districte d'Uravan, dins el comtat de Montrose, a Colorado (Estats Units). També ha estat descrita en altres indrets de Colorado, així com als estats de Nevada, Arizona i Utah, tots ells als Estats Units. No ha estat descrita en cap altre indret a tot el planeta.